# Yoshiyuki Hasegawa
Yoshiyuki Hasegawa (Prefectura de Kyoto, Japó, 11 de febrer de 1969) és un exfutbolista japonès.

## Selecció japonesa
Yoshiyuki Hasegawa va disputar 6 partits amb la selecció japonesa.